# Tube (surf)
Pour les articles homonymes, voir Pipeline (homonymie), Tube et Riding (homonymie).

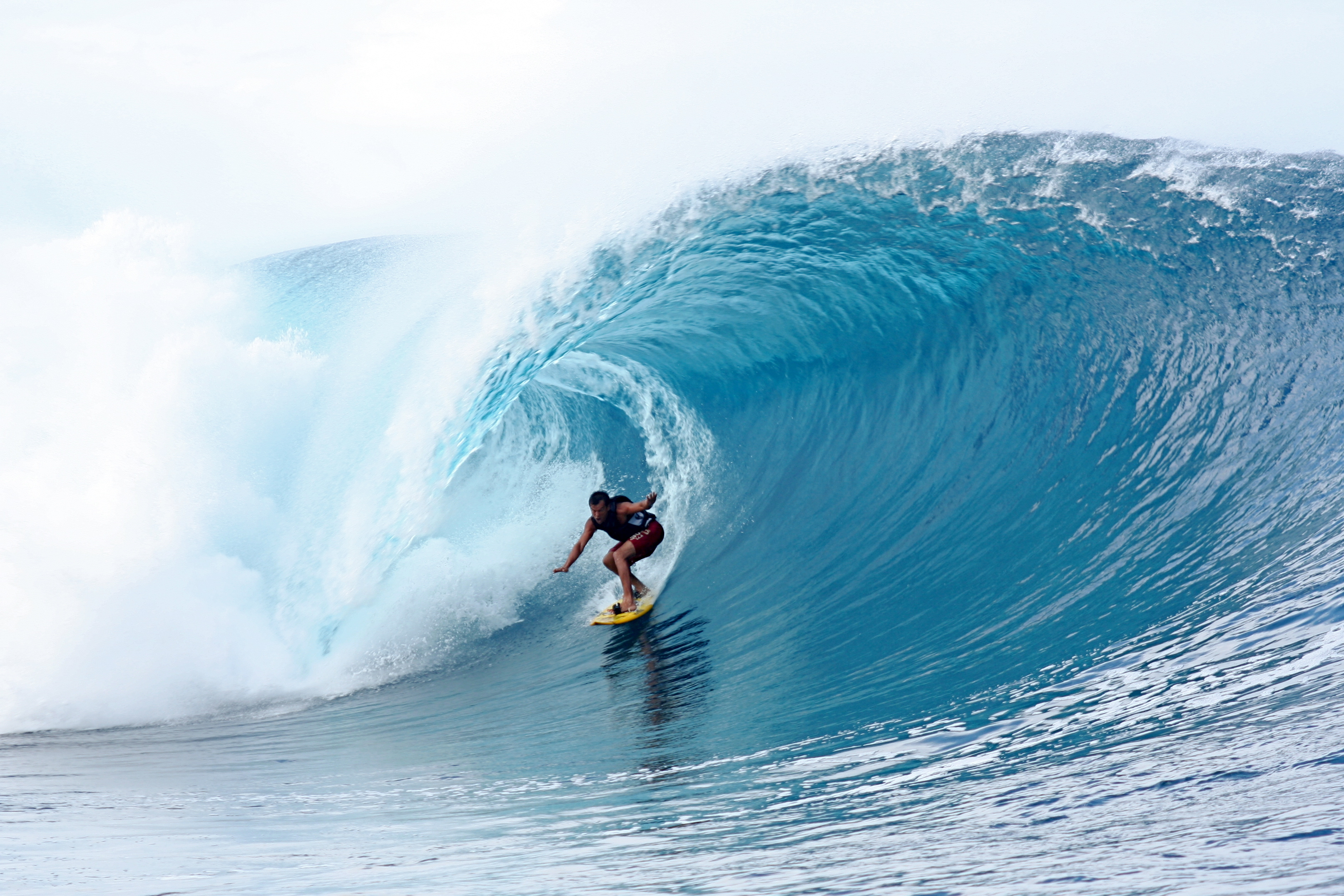
Pipeline de Teahupo'o à Tahiti, en Polynésie française.

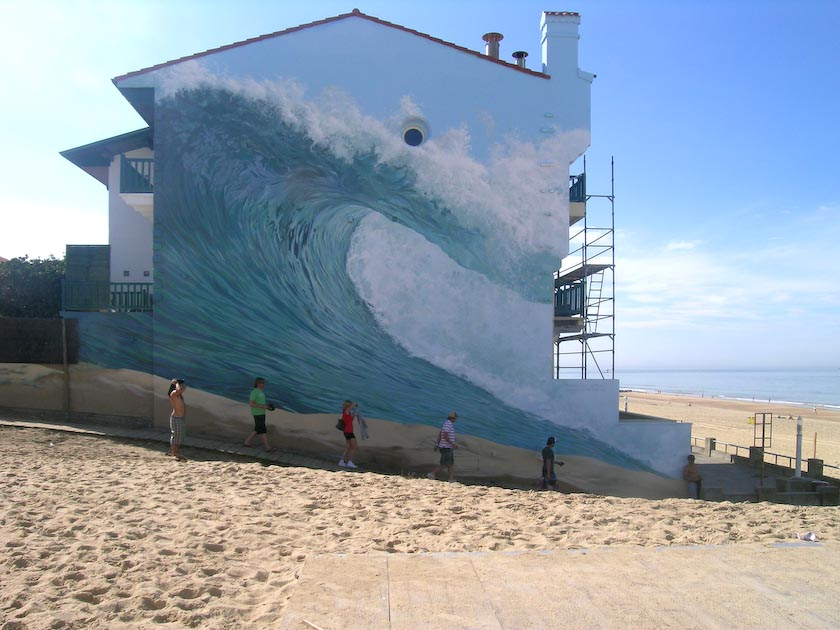
Peinture murale d'un pipeline d'Hossegor dans les Landes.

Un tube ou tube riding ou pipeline ou endless barrels (tunnel, tube, tonneau, cylindre, en anglais) est en jargon de vocabulaire du surf, une figure sportive extrême de surf, qui consiste à surfer à l’intérieur d'une vague déferlante géante, en forme de tunnel, de tube, ou de cylindre, au moment où elle se brise,...

## Histoire
Les vagues pipelines prennent naissance sur des côtes escarpées, souvent rocheuses et dangereuses, réservés à des surfeurs expérimentés  (ils peuvent facilement toucher le fond marin en cas de chute). Une fois le tunnel créé, le surfeur doit surfer le plus longtemps possible à l'intérieur de la vague. Les passionnés de surf aspirent à surfer les meilleurs et ultimes vagues et spots de rêve de la planète (liste de spots de surf variables selon les saisons et météorologie du globe). Parvenir à surfer le plus longtemps possible à l’intérieur d'une vague en forme de tube géant, de couleur bleu-vert émeraude-turquoise translucide, avec la lumière du ciel au bout du tunnel, est considéré comme un des rêves ultimes des surfeurs, et comme « le Saint Graal du surf ». 

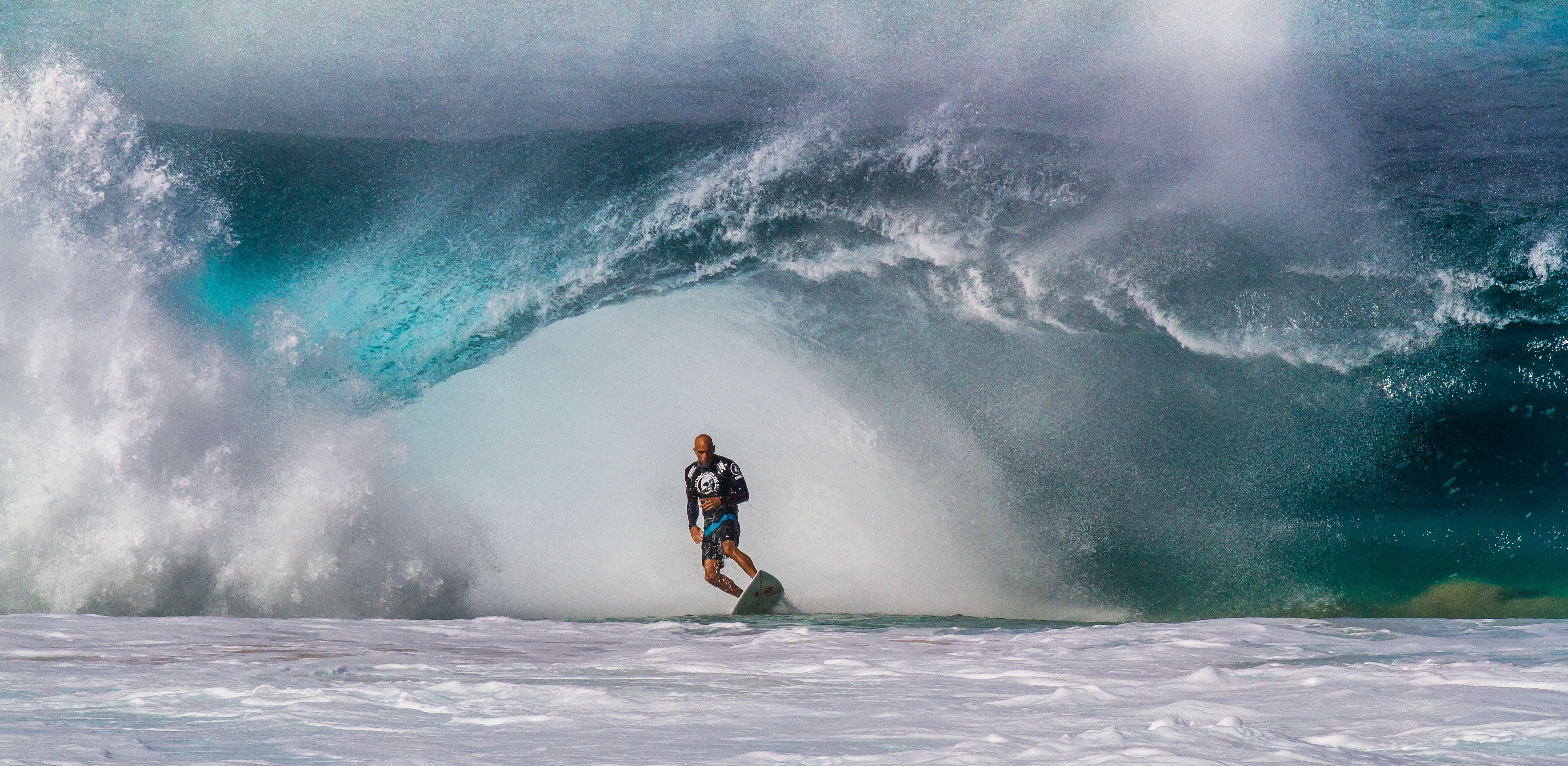
Banzai Pipeline, et Kelly Slater (champion du monde de surf).
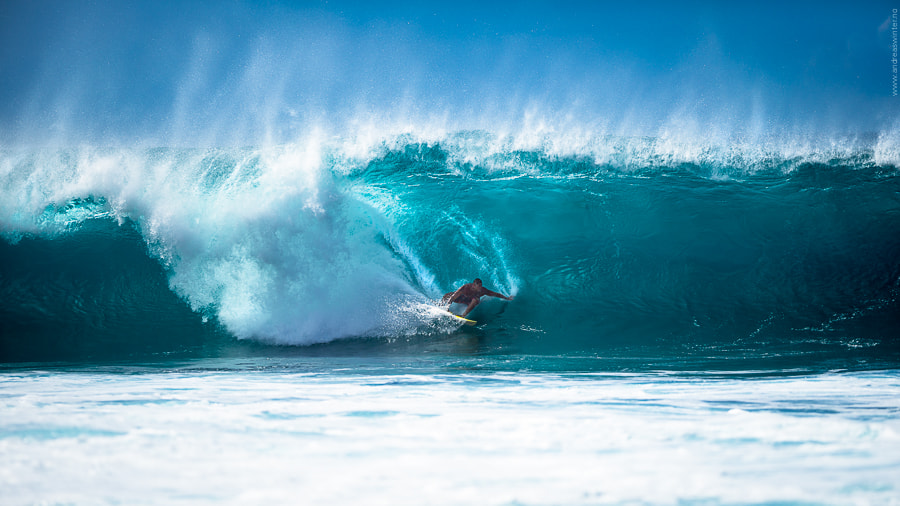
Banzai Pipeline d'Oahu à Hawaï.
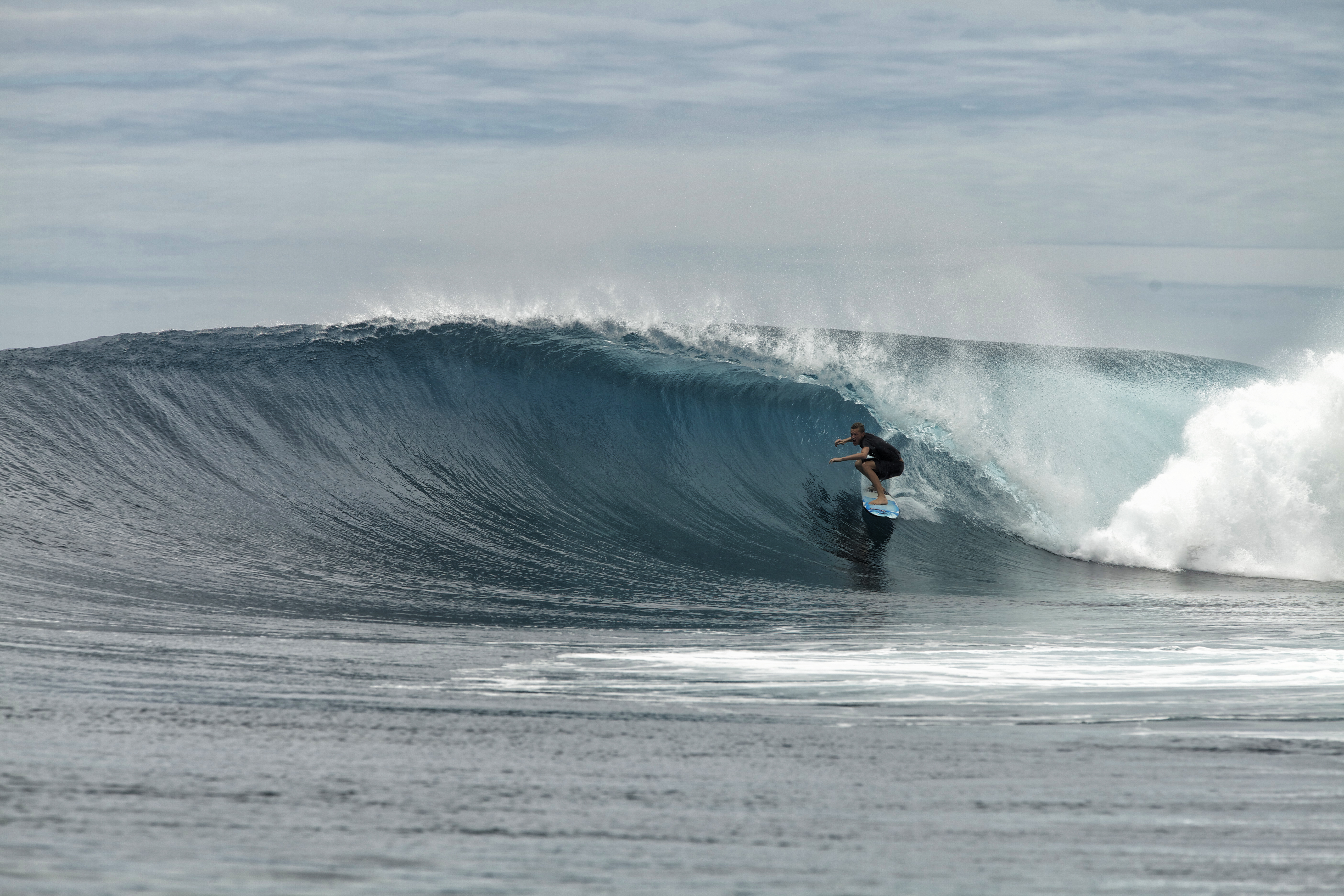
Lance's Right (en) de Sumatra en Indonésie.

## Quelques pipelines géants célèbres

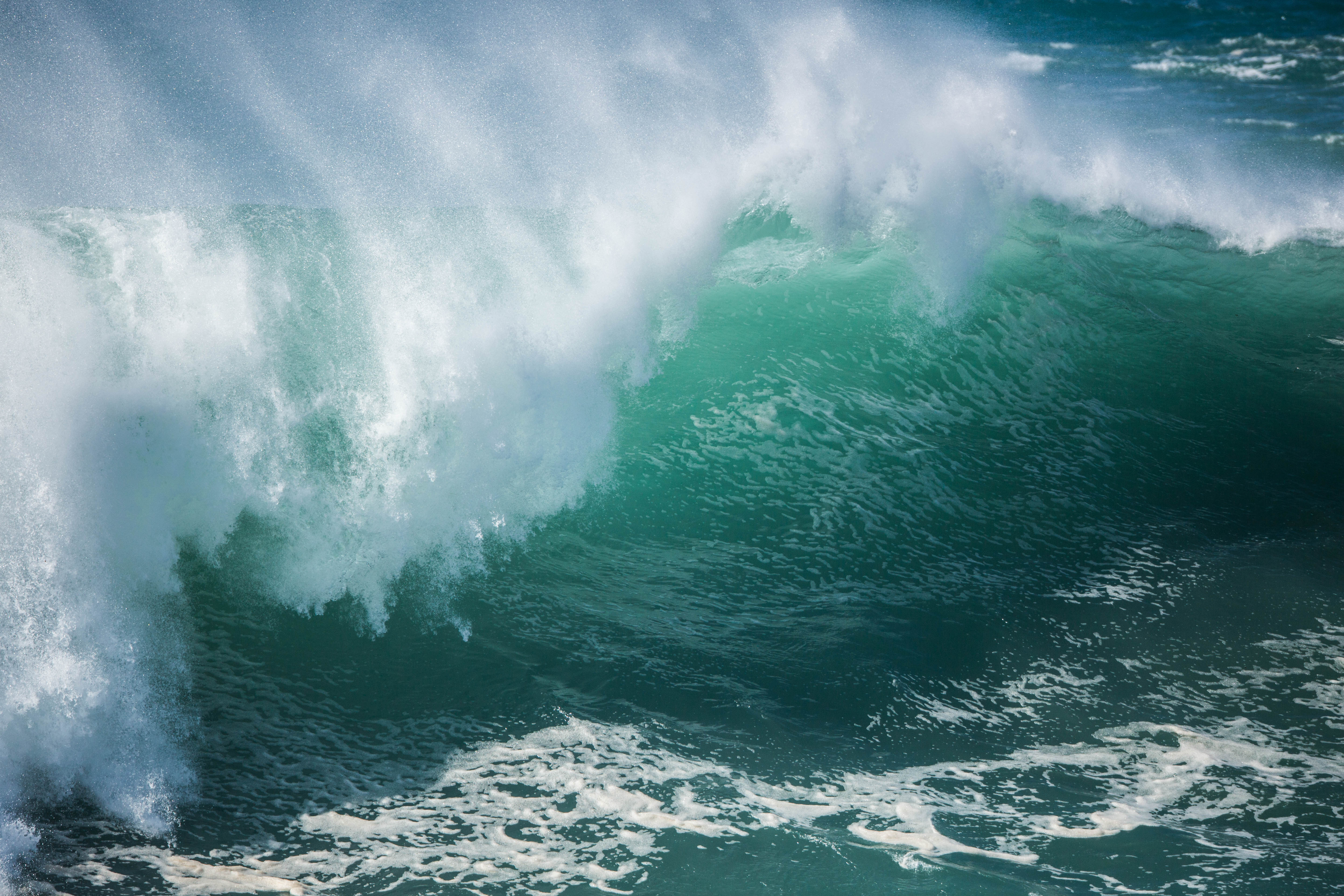
Waimea Bay, Mémorial Eddie Aikau, à Hawaï

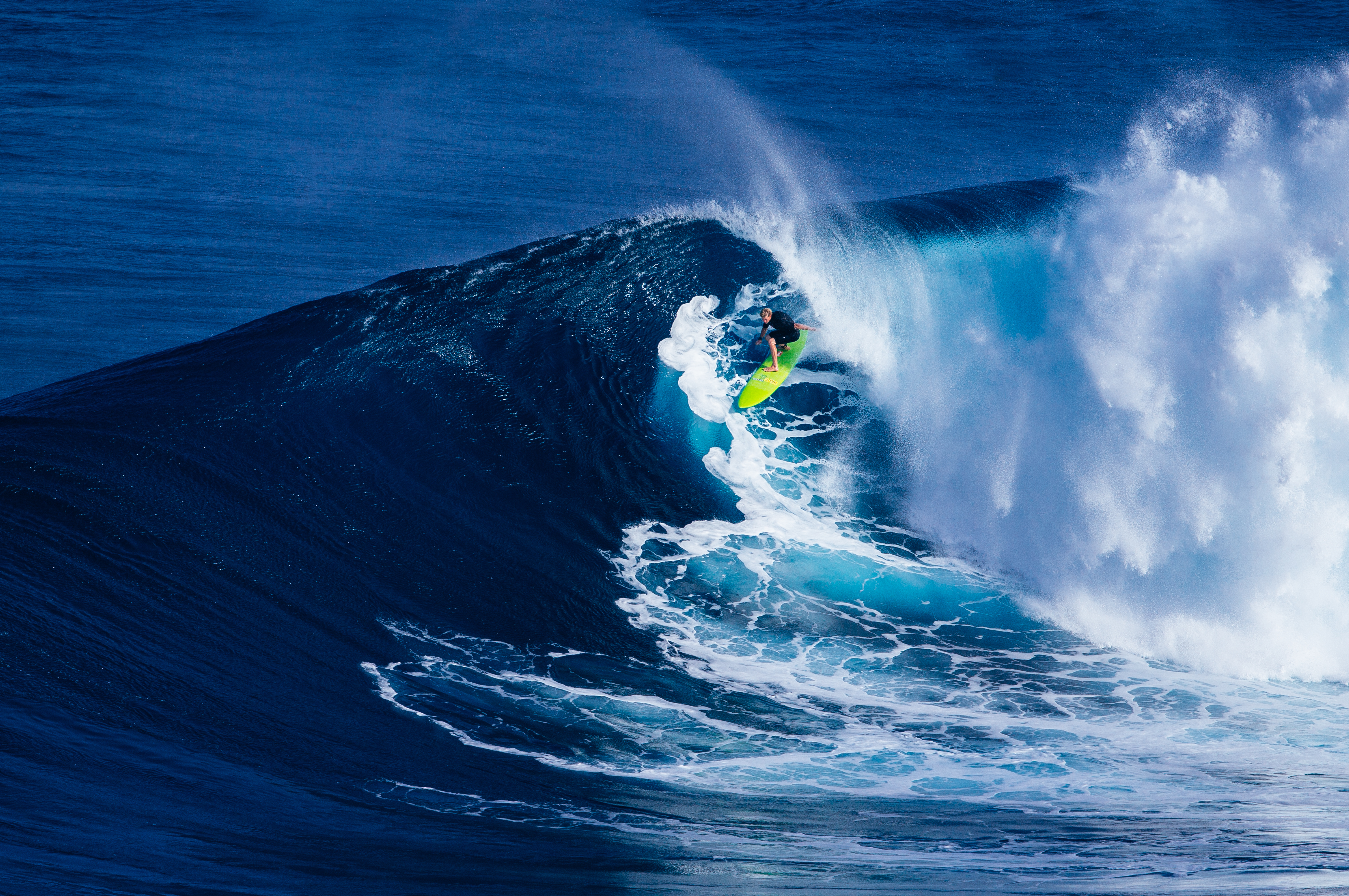
Pipeline de Jaws, de Maui à Hawaï

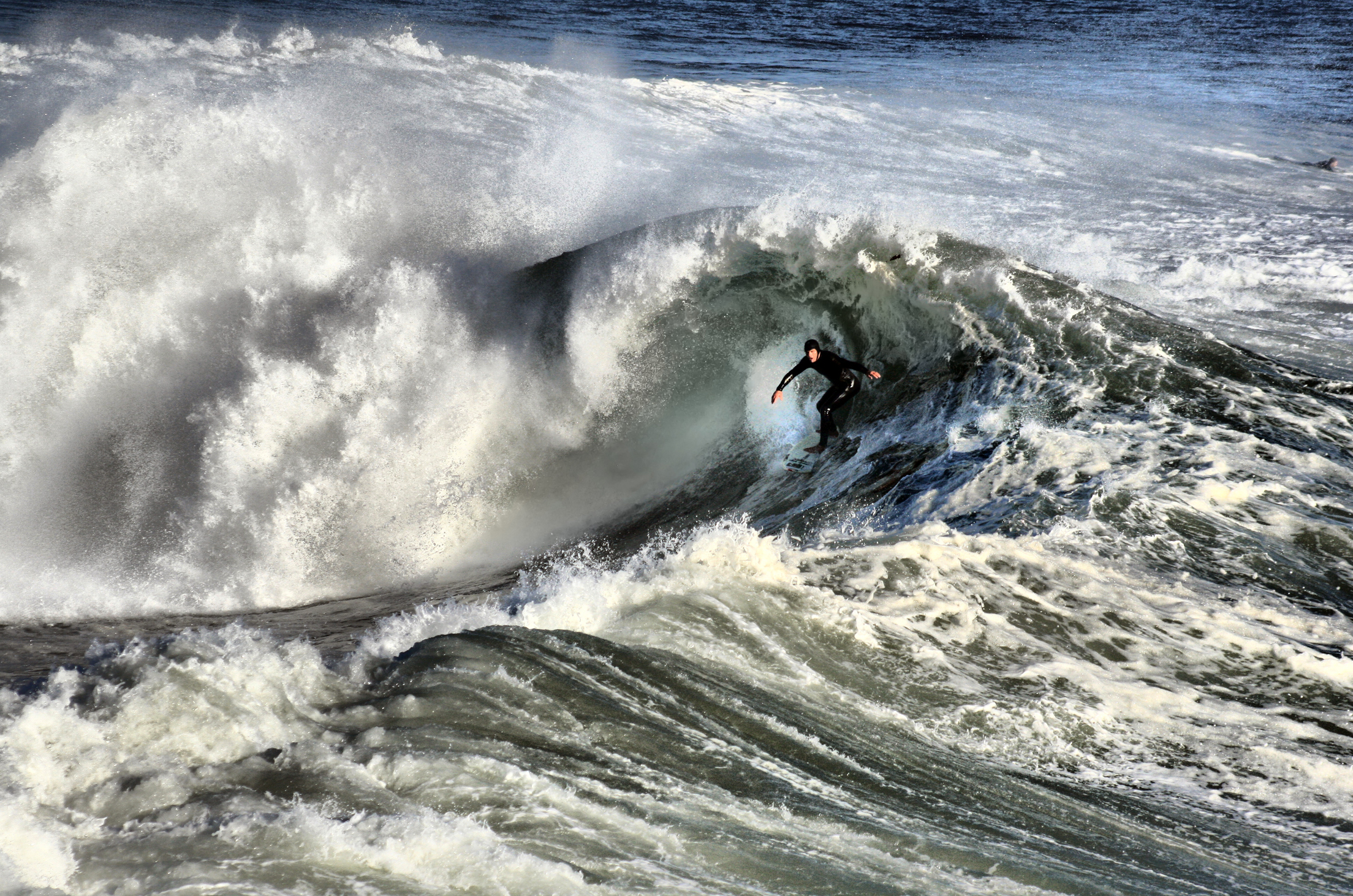
Spot de Santa Cruz en Californie

Les deux pipelines les plus célèbres du monde sont Banzai Pipeline, d'Oahu à Hawaï, et Teahupo'o, à Tahiti, dans l'océan Pacifique. Et également :
- Teahupo'o, à Tahiti.
- Cloudbreak, aux Fidji.
- Jaws, de Maui à Hawaï.
- Mavericks, en Californie.
- Santa Cruz, en Californie.
- Waimea Bay, d'Oahu à Hawaï.
- Péninsule du Scorpion, au Chili.
- Jeffreys Bay, en Afrique du Sud.
- Banzai Pipeline, d'Oahu à Hawaï.
- Soorts-Hossegor, dans les Landes[4].
- Cloud 9, de Siargao aux Philippines.
- Puerto Escondido (Oaxaca), au Mexique.
- Ombak tujuh (en), de Java, en Indonésie.
- Lance's Right (en), de Sipura de l'archipel de Mentawaï en Indonésie[5].
- Baie des Anges, de Nice, Côte d'Azur (du film Brice de Nice, de James Huth, avec Jean Dujardin[6]).

## Quelques compétitions
- Billabong Pro Tahiti, de Teahupo'o à Tahiti.
- Mémorial Eddie Aikau, de Waimea Bay à Hawaï.
- Red Bull Big Wave Africa (en), de Hout Bay, au Cap en Afrique du Sud.
- Billabong Pipe Masters, du Triple Crown of Surfing (Banzai Pipeline, d'Oahu à Hawaï)[7],[8].
- Volcom Pipe Pro (Banzai Pipeline, d'Oahu à Hawaï).

## Quelques photographes célèbres
- Clark Little.
- Jamie O'Brien[2].

## Piscine à vagues
Des pipelines géants réguliers peuvent être générés en piscine à vagues.